# ルクセンブルク人民新聞
『ルクセンブルク人民新聞』（ルクセンブルクじんみんしんぶん、Zeitung vum Lëtzebuerger Vollek、IPA：[ˈtsɑɪ̯tuŋ fum ˈlətsəbu̯əjɐ ˈfolək]）は、ルクセンブルクでルクセンブルク共産党が発行する日刊の機関紙。日本語では、『ルクセンブルク人民』として言及されることもある。
1946年に創刊されたこの新聞は、ドイツ語で発行されており、ルクセンブルク共産党が所有している。
2004年の時点の発行部数は、1,000部であった。

## 統計

### 読者統計
TNS Ilres Plurimedia の統計によると、2005/2006年には、ルクセンブルクの15歳以上の人口の 0.8% がこの新聞を読んでいた。この数値は、2006/2007年には 0.90%、2007/2008年は 0.60%、2008/2009年は 0.50% であった。2009/2010年の数値は公表されていない。2011年には 0.70% であった。
TNS-ILRES Plurimedia Study 2017.I によると、2016年2月から2017年2月の間（夏季休暇期間を除く）、15歳以上の平均 1,900人が、この新聞を読んでおり、これは居住人口の 0.4% に相当していた。

### 新聞助成
2009年の時点では、ルクセンブルクの新聞助成制度によって、年間 €353,281 を受け取っていた。
2011年、この新聞は、政府からの新聞助成として、€368,206 を受け取っていた。